# 토드와 코퍼 2
《토드와 코퍼 2》(영어: The Fox and the Hound 2)는 월트 디즈니 회사에서 1981년 《토드와 코퍼》의 후속편으로 2006년 12월 12일 출시한 미국의 비디오 영화이다.

## 출연

### 주연
- 조나 보보
- 해리슨 판

### 조연
- 패트릭 스웨이지
- 레바 매킨타이어
- 롭 폴슨
- 빅키 로렌스
- 짐 커밍스
- 제프 폭스워디
- 캐스 소시
- 스티븐 루트
- 해나 파
- 제프 베넷
- 그레이 딜라일
- 크리스타 스완
- 루시 테일러
- 에이프릴 윈첼

## 기타
- 원작자: 다니엘 P. 매닉스
- Ass-PD: 캐서린 A. 존스
- Ass-PD: 다니엘 르고비치
- Ass-PD: 조엘 스펜서-길크리스트

## 음악
1. "Friends For Life"
2. "We're in Harmony"
3. "Hound Dude"
4. "Good Doggie, No Bone!"
5. "Blue Beyond"
6. We're in Harmony (Reprise)
7. We go Together"